# Pałac Szaniawskich w Krakowie
Pałac Szaniawskich (znany także jako Pałac Męcińskiego) – zabytkowy pałac miejski znajdujący się w Krakowie, w dzielnicy I przy ulicy Grodzkiej 43, na rogu z ulicą Senacką 8, na Starym Mieście.

## Historia
Na początku XV wieku w miejscu obecnego pałacu powstały dwie murowane kamienice. Jedna z nich była własnością Fricza Platenre, a druga nieznanego z imienia Weynhardta. W XVI wieku w jednej z nich mieściła się Apteka Królewska, prowadzona przez Franciszka Aromatariusq de Radicibus. W 1643 powstał zachowany do dziś boniowany portal. W 1792 obie kamienice znalazły się w rękach Adama Męcińskiego. Następnie odsprzedał je on Stanisławowi Szaniawskiemu, byłemu szambelanowi królewskiemu, który dokonał gruntownej przebudowy, łącząc oba domy w jeden pałac miejski. W 1884 część budynku zakupili jezuici. W 1905 cały pałac został nabyty przez Wilhelma Mikuszewskiego.
27 października 1982 budynek został wpisany do rejestru zabytków. Znajduje się także w gminnej ewidencji zabytków.